# Embolektomie
Embolektomie, auch Thrombektomie und Thrombendarteriektomie, ist der medizinische Fachbegriff für die Entfernung eines Embolus oder Thrombus (Blutgerinnsel). Die Entfernung erfolgt als offene Operation oder mit einem Ballonkatheter. Hierfür wird der Ballonkatheter in das verschlossene Gefäß bis hinter den Embolus eingeführt, dann wird der Ballonkatheter aufgeblasen. Anschließend kann der Embolus durch langsames Ziehen am Katheter herausgezogen werden.
Im ersten Viertel des 20. Jahrhunderts entwickelten Friedrich Trendelenburg und Martin Kirschner die ersten Verfahren zur Embolektomie bei Lungenembolie (Trendelenburg-Operation bei Lungenarterienembolie), welche von Karl Vossschulte weitere Verbesserungen erfuhren.